# Kościół św. Jana w Sosnowcu-Pogoni
Kościół ewangelicko-augsburski św. Jana Ewangelisty − kościół parafialny Parafii Ewangelicko-Augsburskiej św. Jana w Sosnowcu, zlokalizowany przy ul. Stefana Żeromskiego w dzielnicy Pogoń.

## Historia kościoła

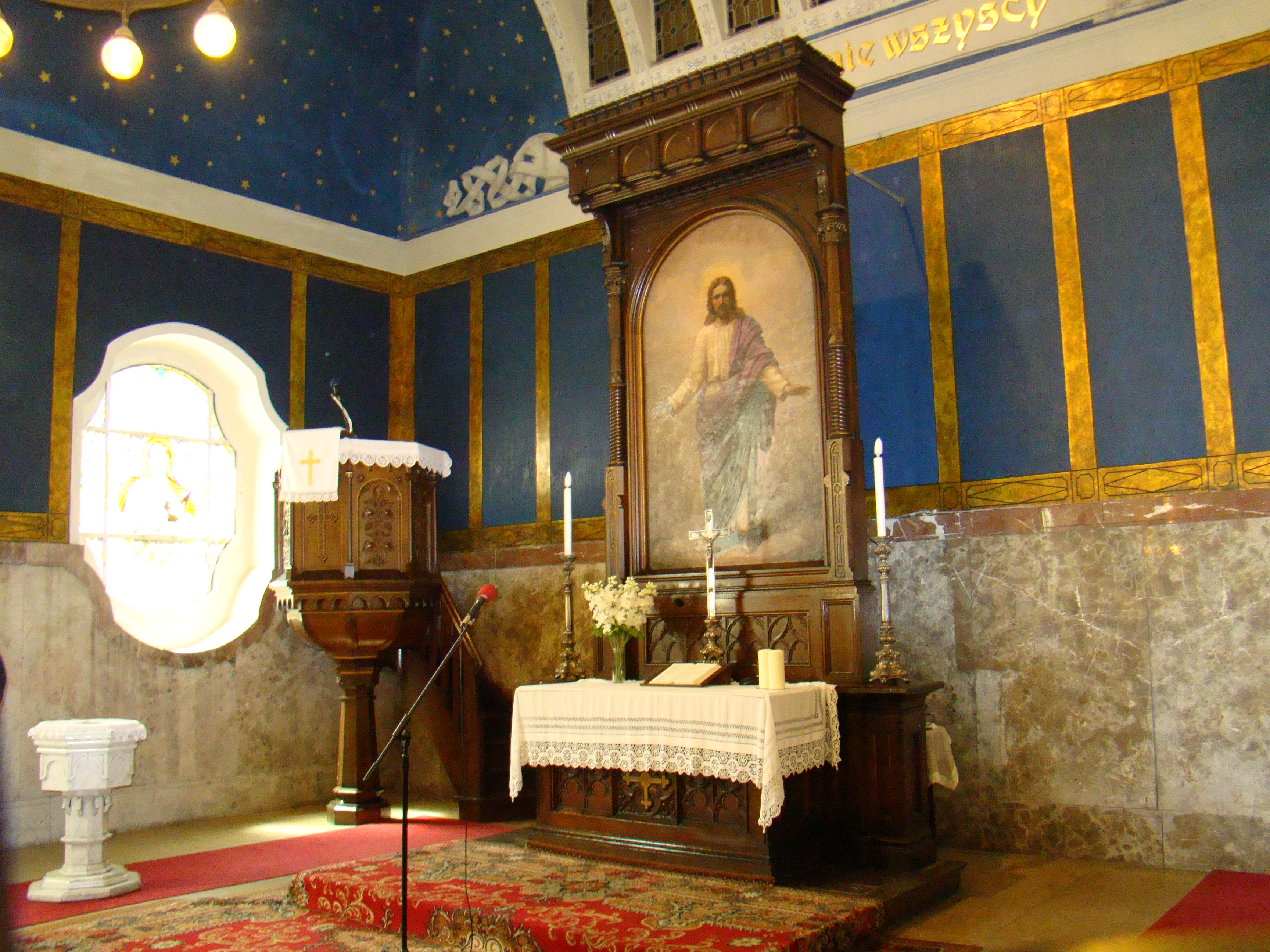
Zabytkowy ołtarz i ambona

W 1878 r. do Sosnowic przybył z Saksonii wraz z żoną niemiecki przemysłowiec branży włókienniczej Heinrich Gotthold Dietel, który w 1879 r. uruchomił pod wsią jedyną na terenie Cesarstwa Rosyjskiego przędzalnię wełny czesankowej. Dochodowa działalność fabryki sprawiła, że realizował swoje ambitne plany polityczne, biznesowe i społeczne. Będąc aktywnym działaczem Rady Parafialnej w Dombrowie, angażował się w organizowanie życia religijnego stale rozrastającej się lokalnej wspólnoty ewangelickiej. Z jego inicjatywy w ufundowanym przez niego budynku szkoły realnej odbywały się pierwsze nabożeństwa. Gdy w 1886 r. szkoła przestała istnieć i budynek nie nadawał się do odprawiania nabożeństw, do celów kościelnych przystosowano pomieszczenie w fabryce. Do świątyni zakupiono rzeźbioną ambonę, ołtarz, naczynia sakralne, wygodne ławki, śpiewniki, organy na emporze i powołano do życia chór. 4 września 1886 r. pastor Ludwik Müller dokonał poświęcenia domu modlitewnego, w którym odprawiono pierwsze nabożeństwo. Dzięki staraniom Heinricha Dietla władze parafialne i carskie wydały zgodę na zatrudnienie kapelana dla rodziny Dietel i pracowników kościelnych dla świątyni. 1 kwietnia 1887 r. pastor Ernest Eugeniusz Uthke wygłosił kazanie inauguracyjne i od tego czasu w każdą niedzielę i święta odprawiano nabożeństwa z kazaniem oraz wszystkimi czynnościami religijnymi, w których mogło brać udział ośmiuset wyznawców mieszkających w Sosnowicach. W 1888 r. budynek został przebudowany według projektu Ignatza Grünfelda z Katowic. W oknach pojawiły się witraże mistrza Richarda Schleina z Żytawy, a nad budowlą zaczęła dominować wieża z zegarem, wybijającym godziny i dwoma dzwonami. W ołtarzu umieszczono obraz przedstawiający błogosławiącego Chrystusa, który został namalowany w 1888 r. przez Sturtewant z Wrocławia. W latach 1909–1910 podwyższono wieżę, a budowla ostatecznie nabrała formę eklektyczną z elementami neobaroku. Od tego czasu wygląd świątyni nie ulegał już w zasadzie żadnym przemianom. W latach 1938–1940 kościół był współużytkowany ze wspólnotą prawosławną.

## Opis budynku

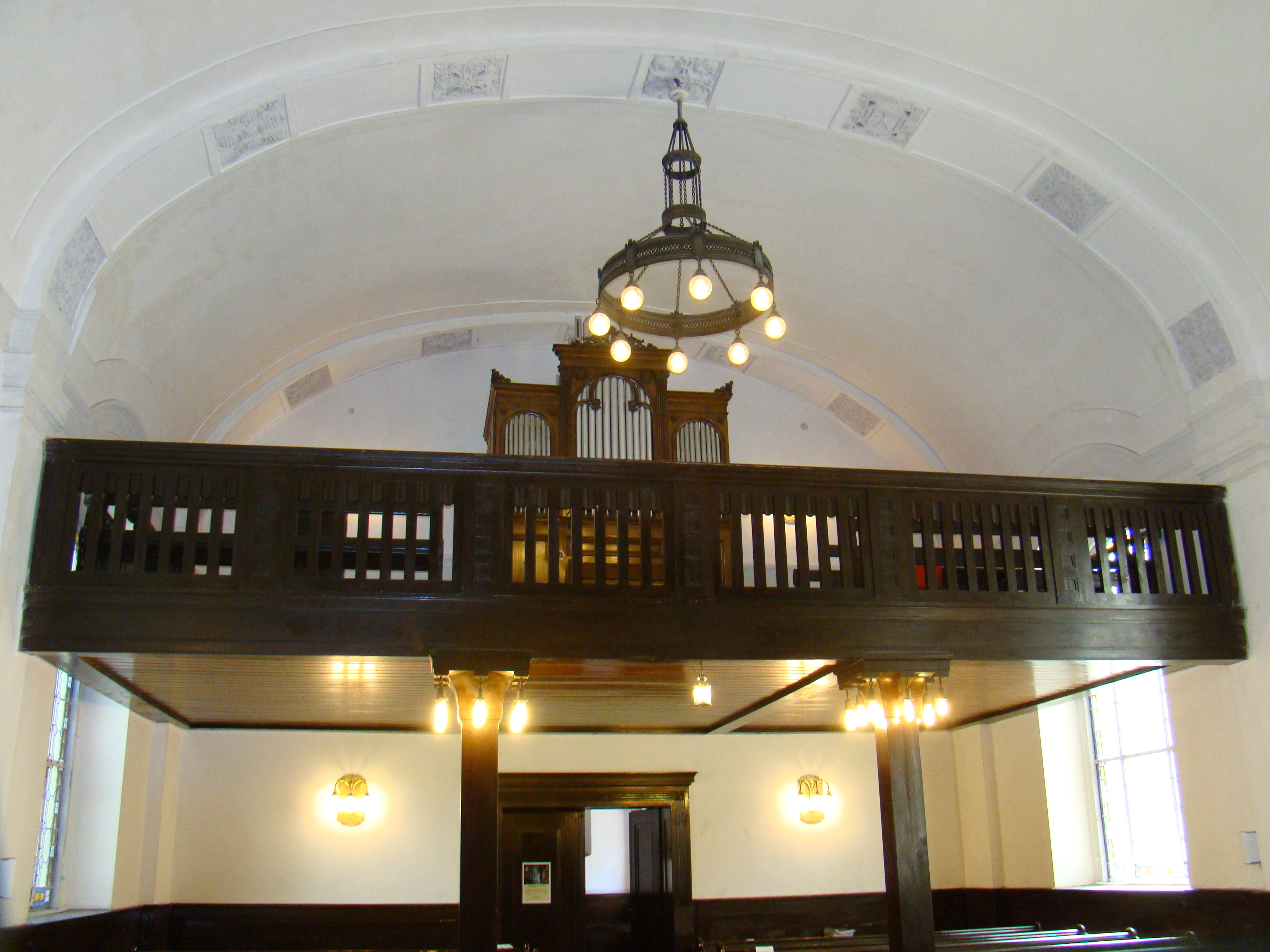
Widok na chór

Kościół ewangelicki przy ulicy Stefana Żeromskiego w Sosnowcu został założony w adaptowanym na ten cel budynku wchodzącego w skład zabudowań produkcyjnych z 1880 r.. Jest usytuowany w linii zabudowy pierzei fabrycznej równolegle do jednokierunkowej jezdni z dwoma torami przeznaczonymi dla ruchu tramwajowego. Do wykonanej z cegły jednonawowej bryły budynku pokrytej dachem łamanym przylega wieża kościelna. Jest nakryta łamanym dachem hełmowym zwieńczonym krzyżem. W jej podstawie znajdują się ozdobnie obramowane detalami rzeźbiarskimi dwuskrzydłowe drzwi do kruchty, które  wychodzą z boku na ulicę. Wieża z zegarami pełni funkcję dzwonnicy. Budynek posiada cztery pary okien z witrażami symetrycznie skierowanych na boki, z czego dwa mniejsze są w wydłużonym jednostronnie prezbiterium przechodzącym w ryzalit. Wyposażenie wnętrza, nad którym góruje zdobione pilastrami kolebkowe sklepienie białego sufitu, stanowi m.in. zabytkowy ołtarz, ambona, chrzcielnica i drewniany chór z sześciogłosowymi organami z końca XIX wieku firmy Schlag und Söhne ze Świdnicy.
17 grudnia 1997 r. kościół ewangelicko-augsburski św. Jana Ewangelisty został wpisany do rejestru zabytków. Na ścianie budynku znajduje się tablica pamiątkowa z datą 8 listopada 1880, która odnosi się do budowy hali fabrycznej, podająca błędnie, że kościół wybudowano w połowie lat 90. XIX w.. Podczas remontu wieży kościoła w 2003 r. w kuli pod krzyżem znaleziono akt erekcyjny świątyni z 1888 r., którego przekładu dokonał Bogusław Gronowski.
2 grudnia 2018 r. w kościele odsłonięto tablicę poświęconą pamięci pierwszych duszpasterzy czasu niepodległości w Zagłębiu Dąbrowskim ks. Eugeniuszowi Uthke i ks. Jerzemu Tytzowi.

## Parafia
Od 1996 r. kościół należy do parafii Ewangelicko-Augsburskiej św. Jana w Sosnowcu, która należy do diecezji katowickiej. Jest udostępniony dla zwiedzających w niedziele na 30 minut przed nabożeństwem oraz po jego zakończeniu. Można również umówić się na zwiedzanie w innym terminie po uprzednim zgłoszeniu w administracji parafii. Od 1991 r. proboszczem parafii jest ksiądz dr Adam Malina.

## Miejsce kultury
Kościół jest miejscem wydarzeń kulturalnych. Odbywają się w nim koncerty muzyki organowej, instrumentalnej i chóralnej, które są organizowane w ramach dofinansowanego z budżety miasta Sosnowiec projektu „Muzyka u Dietla”. W budynku świątyni regularnie występują artyści wykonujący muzykę poważną w ramach projektu „Sosnowieckie Dni Muzyki Znanej i Nieznanej”.